# 河津暹

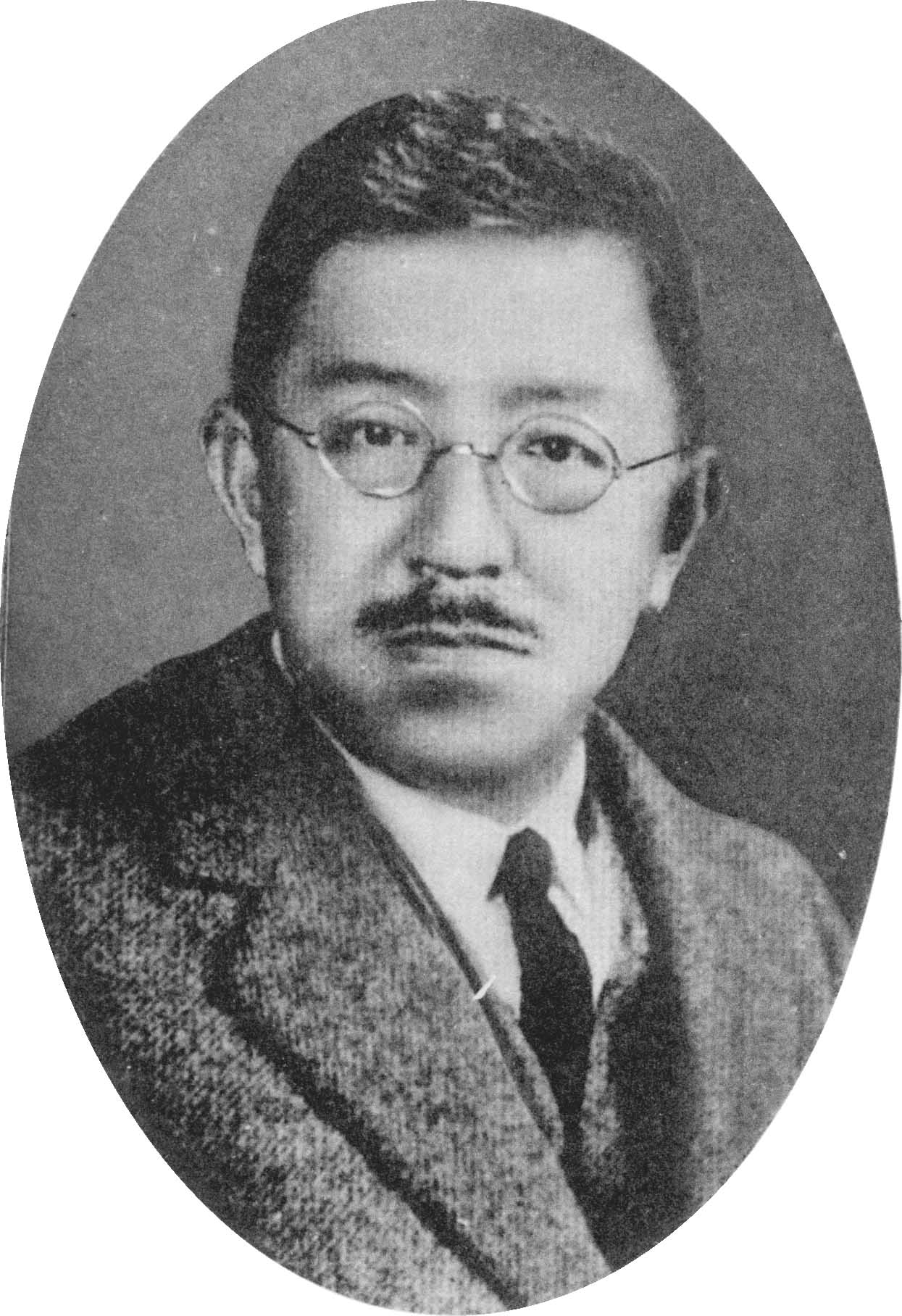
河津暹

河津 暹（かわづ すすむ、1875年（明治8年）1月20日 - 1943年（昭和18年）3月28日）は、日本の経済学者・社会政策学者。法学博士・東京帝国大学名誉教授。しばしば音読みで「せん」とも称される。

## 略歴
河津祐之の長男として東京府（現在の東京都）に生まれる。本家の伯父・河津祐賢の家督を継ぎ、旧制二高（現・東北大学）を経て1899年（明治32年）7月、東京帝国大学法科大学（現・東京大学法学部）政治学科を首席で卒業（いわゆる第1回「銀時計組」）、東京帝国大学大学院（経済学専攻）に入学した。
翌1900年6月、欧州（イギリス・ドイツ）留学に出発し、留学中の1901年3月、東京帝大法科大学助教授に就任した。1904年7月に帰国したのち1907年5月には教授に昇任、当時は法科大学に属していた経済学第四講座を担当し以降、経済原論・経済史・商業政策・殖民政策・交通政策などを講じた。同年8月には法学博士となる。この間、当時の日本の経済学者を網羅した社会政策学会に参加し、その中心メンバーとして活動した。
1912年（大正元年）8月から翌1913年8月にかけて再び欧米出張、帰国後の9月には経済学第三講座の担任となった。1919年4月、東京帝大経済学部が同・法学部から分離して新設されると同学部教授となり、1924年2月以降は教授・理事を兼任していた専修大学で法学部長を兼任（- 1934年（昭和9年）9月）、さらに1926年5月〜1929年5月には東京帝大経済学部長を務めた。またこの間、農商務省商務局嘱託・早稲田大学講師もつとめる。1935年3月東京帝大を定年退官し同年6月に名誉教授、10月帝国学士院会員となった。さらに内務省社会局参与・国家倶楽部理事も務め、正三位勲二等を叙勲。享年69。墓所は東京・谷中の玉林寺。

## 著書
単著

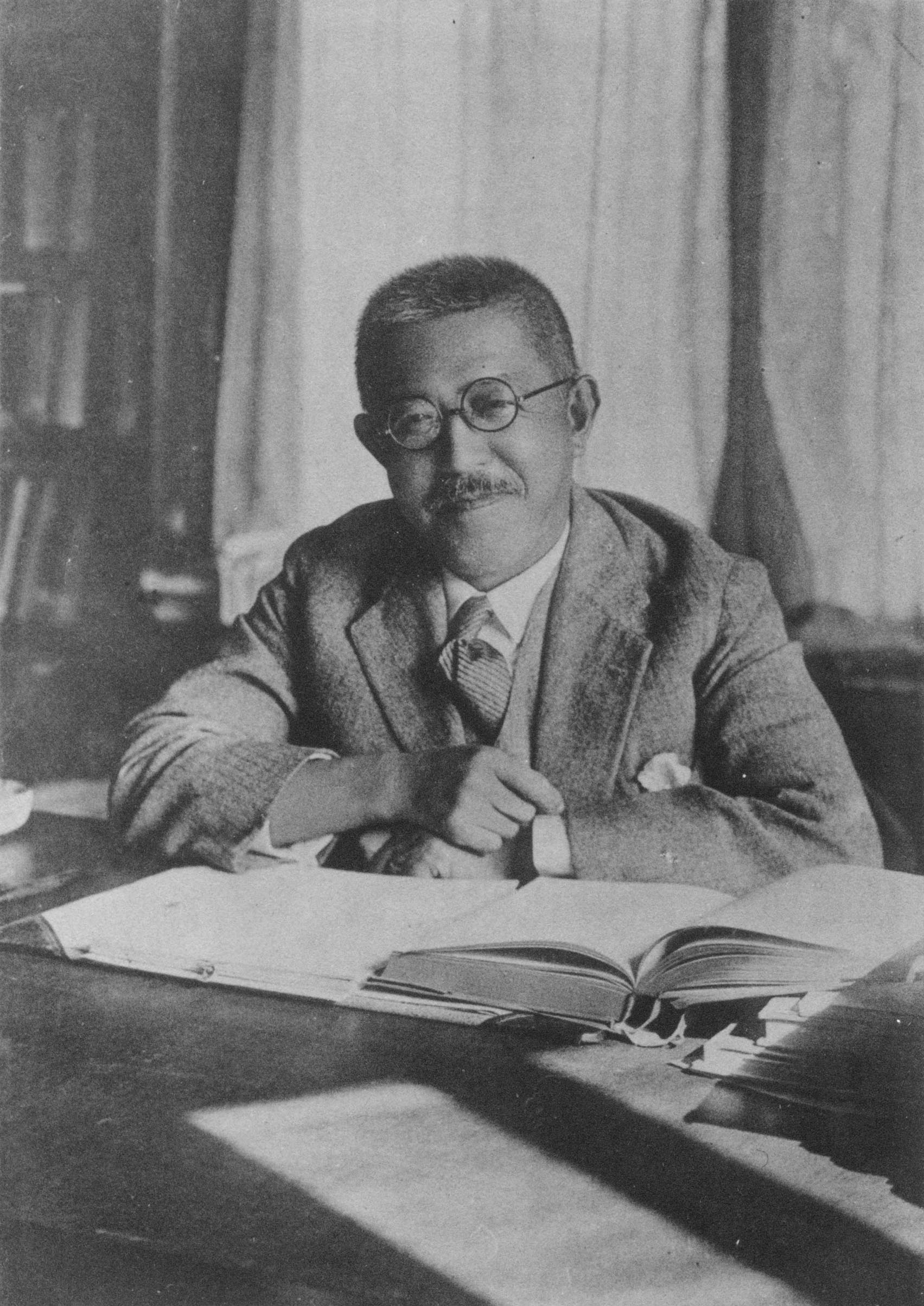
河津暹

- 『本邦燐寸及砂糖論』（最近経済問題 第8巻） 隆文館、1910年
- 『経済私言』 金刺芳流堂、1912年
- 『国民経済の組織及発達』 集成社、1918年
- 『経済思想の変遷と経済政策の根本義』 集成社、1921年
- 『植民政策綱要』（第1分冊） 明善堂、1923年
- 『経済学講義要綱』 明善社、1924年
- 『経済学』（経済叢書 第1編） 清水書店、1924年
- 『経済史』（経済叢書 第5編） 清水書店、1924年
- 『商業政策綱要』 明善社、1924年
- 『経済政策綱要』 明善社、1926年
- 『商業政策』 明善社、1929年
- 『中小農工商問題』（時事問題講座 10） 日本評論社、1930年
- 『経済原論』 明善社、1931年
- 『経済政策総論』（経済政策体系 第1巻） 有斐閣、1936年
- 『農業と農業政策』（経済政策体系 第2巻） 有斐閣、1936年
- 『工業と工業政策』（経済政策体系 第3巻） 有斐閣、1937年
- 『内国商業』（経済政策体系 第4巻） 有斐閣、1938年
- 『外国貿易』（経済政策体系 第5巻） 有斐閣、1938年
- 『社会問題と社会政策』（経済政策体系 第6巻） 有斐閣、1938年
- 『交通機関と交通政策』（経済政策体系 第7巻） 有斐閣、1939年
- 『金融市場と金融政策』（経済政策体系 第8巻） 有斐閣、1940年
- 『植民と植民政策』（経済政策体系 第9巻） 有斐閣、1940年
- 『富の分配：所得の構成』 明善社、1941年

講述
- 『財政学』 中央大学、1908年?
- 『物価問題に就て』（銀行叢書 第3編） 東京銀行集会所、1925年
- 『貨幣論』 早稲田大学出版部、出版年不明

編著
- 『最近社会政策：金井教授在職二十五年記念』 有斐閣書房、1916年

共著
- 矢作栄蔵（編）『経済論叢：和田垣教授在職二十五年記念』 有斐閣、1914年
- 『最近の金融経済研究』 朝鮮協会出版、1923年
- 『現代日本經濟の研究』上・下（経済学全集 第41・42巻） 改造社、1929年
- 矢作栄蔵（編）『経済学研究：山崎教授還暦祝賀記念』 日本評論社、1929年

## 業績
日本における社会政策学派（ドイツの新歴史学派＝講壇社会主義派に相当する）としては最末期の人物であり、社会政策学派の経済学に依拠しつつ、価値論については限界効用説をとっていた。このため、マルクス経済学が全盛となった1930年代の日本においては時代遅れの「旧世代」学者として認識されており、当時学生であった木村健康の回想によれば彼の「商業政策」の講義は学生から不人気であり、400 - 500人を収容できる教室に15,6名程度の聴講者しかいなかったという。

## エピソード
名前の「暹」は難読で、当時シャム（暹羅 / 現在のタイ）の略称として用いられていたことから、学生はしばしば河津を「シャム」と呼称した。
東大における河津の授業は毎年毎年全く決まり切った内容であり、教科書となった著書『経済原論』は「常識の書物」と評されていた。当時学生であった戒能通孝の回想によると、学生が先輩の書き込みの入ったその教科書を片手に受講すると、「ここでしゃれをいう」と書き込みの入った箇所の講義ではその通り洒落が入り、それどころか「ここでせきをする」とされた箇所でもその通りに咳をしていたという。
河津が学部長を務めた期間の東大経済学部は内外ともに多難な時期であり、在任中の1928年4月には助教授であった大森義太郎の辞職事件が起こっている。

## 家族・親族
父の河津祐之は逓信省次官も務めた官僚政治家で、祖父・祐邦（祐之にとっては妻の父）は幕末期に江戸幕府勘定奉行・外国事務総裁などを歴任した幕臣（旗本）、さらに祐邦の祖先には曾我兄弟の仇討ちで討ち取られた工藤祐経がいる。母トシの弟は富永鴻、姉は園田孝吉の妻。
妻の英芝（1887年生）は神田乃武（神田孝平の養子）の長女で、高木八尺はその弟。三男の祐元（1919年 - 1962年）は工学博士・東京大学工学部教授となった。二女の梅子（1912年生）の夫・利根川武は利根川進の父方伯父。異母弟の益雄（1883年生）は東大法科卒、三井物産勤務、その妻・萬里は安達峰一郎の二女。